# Laurence Parisot
Pour les articles homonymes, voir Parisot.
Laurence Parisot, née le 31 août 1959 à Luxeuil-les-Bains (Haute-Saône), est une dirigeante d'entreprise française.
Présidente-directrice générale de l'institut de sondage IFOP, entre 1990 et 2007, dont elle restera vice-présidente et actionnaire majoritaire jusqu'en 2016, elle devient en 2005 présidente du Mouvement des entreprises de France (Medef), principale organisation patronale française. Après un premier mandat de cinq ans, elle est réélue à ce poste en juillet 2010 et quitte ses fonctions à la fin de ce second mandat, en 2013. Elle est vice-présidente de La Fondation droit animal, éthique et sciences depuis 2020.

## Biographie

### Jeunesse et études
Laurence Parisot naît dans une famille aisée. Son grand-père, Jacques Parisot, est fondateur de société et diplômé de l'école Boulle. Son père a dirigé, à la suite de son propre père, ce qui devient en 2002 le groupe Parisot, entreprise de meubles, société non cotée en Bourse, implantée à Saint-Loup-sur-Semouse et à Corbenay (Haute-Saône), à Mattaincourt (Vosges), ainsi qu'en Roumanie. Ses parents figuraient parmi les deux cents familles les plus riches de France.
Laurence Parisot suit ses études à l'Institut d'études politiques de Paris, dont elle est diplômée (section Politique économique et sociale) en 1981. Elle obtient l’année suivante un DEA d'études politiques ainsi qu'une maîtrise de droit public à l’université de Nancy II. 

### Carrière professionnelle
Collaboratrice d’Alain Lancelot, président du CEVIPOF (Centre d'études de la vie politique française) de 1983 à 1985, elle entre en 1985 à l'institut de sondages Louis-Harris. L'année suivante, elle en devient directrice générale.
En 1990, elle prend la direction de l'institut de sondages IFOP, dont elle détiendra également 75 % du capital,. En 2007, elle laisse la direction pour la vice-présidence, qu'elle conservera jusqu'en novembre 2016, date à laquelle elle se désengagera définitivement de l'institut et revendra ses parts à la famille Dentressangle. 
Jusqu'en 2006, Laurence Parisot a également dirigé la société d'ameublement Optimum qu'elle a cédée au fonds de pension luxembourgeois GMS.
Elle est membre du club Le Siècle ainsi que du groupe Bilderberg. Selon plusieurs sites appartenant au courant altermondialiste, Laurence Parisot aurait été invitée aux réunions du groupe Bilderberg, à Istanbul, les 31 mai – 3 juin 2007, à Washington, le 8 juin 2008 et en Grèce en 2009,.

### Au Medef
En 2002, elle entre au conseil exécutif du MEDEF.

#### Premier mandat de présidente (2005-2010)

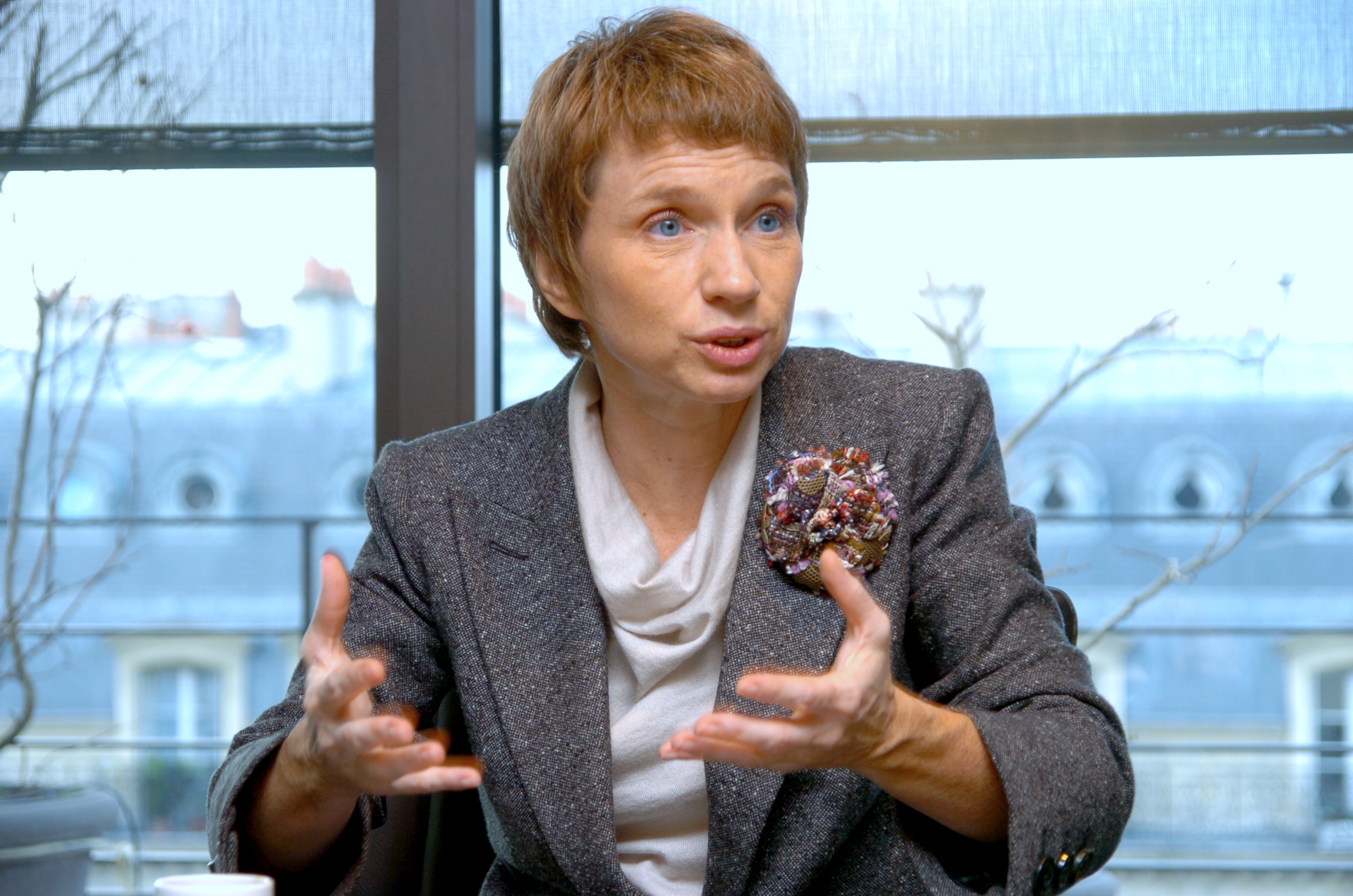
Laurence Parisot au siège du Medef, avenue Bosquet à Paris, le 29 janvier 2007.

À la fin de la présidence d'Ernest-Antoine Seillière, Laurence Parisot est donnée favorite pour sa succession : elle reçoit le soutien de plusieurs fédérations professionnelles du Medef comme la banque, les assurances, la santé et le bâtiment, ainsi que celui d'Ernest-Antoine Seillière.
Opposée à Yvon Jacob, Hugues-Arnaud Mayer et Francis Mer, elle est élue le 5 juillet 2005 dès le premier tour de scrutin à la majorité absolue avec 271 voix, lors de l'assemblée générale extraordinaire du MEDEF, devançant ainsi Jacob (150 voix) et Mayer (85 voix)
Après quelques déclarations iconoclastes (« La liberté de penser s'arrête là où commence le code du travail »  ou « La vie, la santé, l'amour sont précaires, pourquoi le travail échapperait-il à cette loi ? »,,), elle a voulu apaiser le débat en déclarant vouloir prouver que « libéral ne veut pas dire antisocial ». Elle a également déclaré qu'elle voulait que sa présidence soit sous le signe de la lutte contre le chômage et placer « l'entreprise au cœur de la société française » pour en faire « le moteur de l'ascension sociale ».
Depuis son accession à la tête du mouvement patronal, Laurence Parisot s'est ainsi prononcée pour une « modernisation » du code du travail et l'abandon de la durée légale du temps de travail. Elle est également régulièrement intervenue sur la question de la fiscalité des entreprises et sur la réforme du système de retraites, soutenant la mise en place de la retraite par capitalisation. Aspirant à moderniser l’image du MEDEF, elle mène la campagne affirmant une volonté de favoriser la diversité en entreprise et de renforcer les liens entre patronat et société civile.

#### Second mandat de présidente (2010-2013)

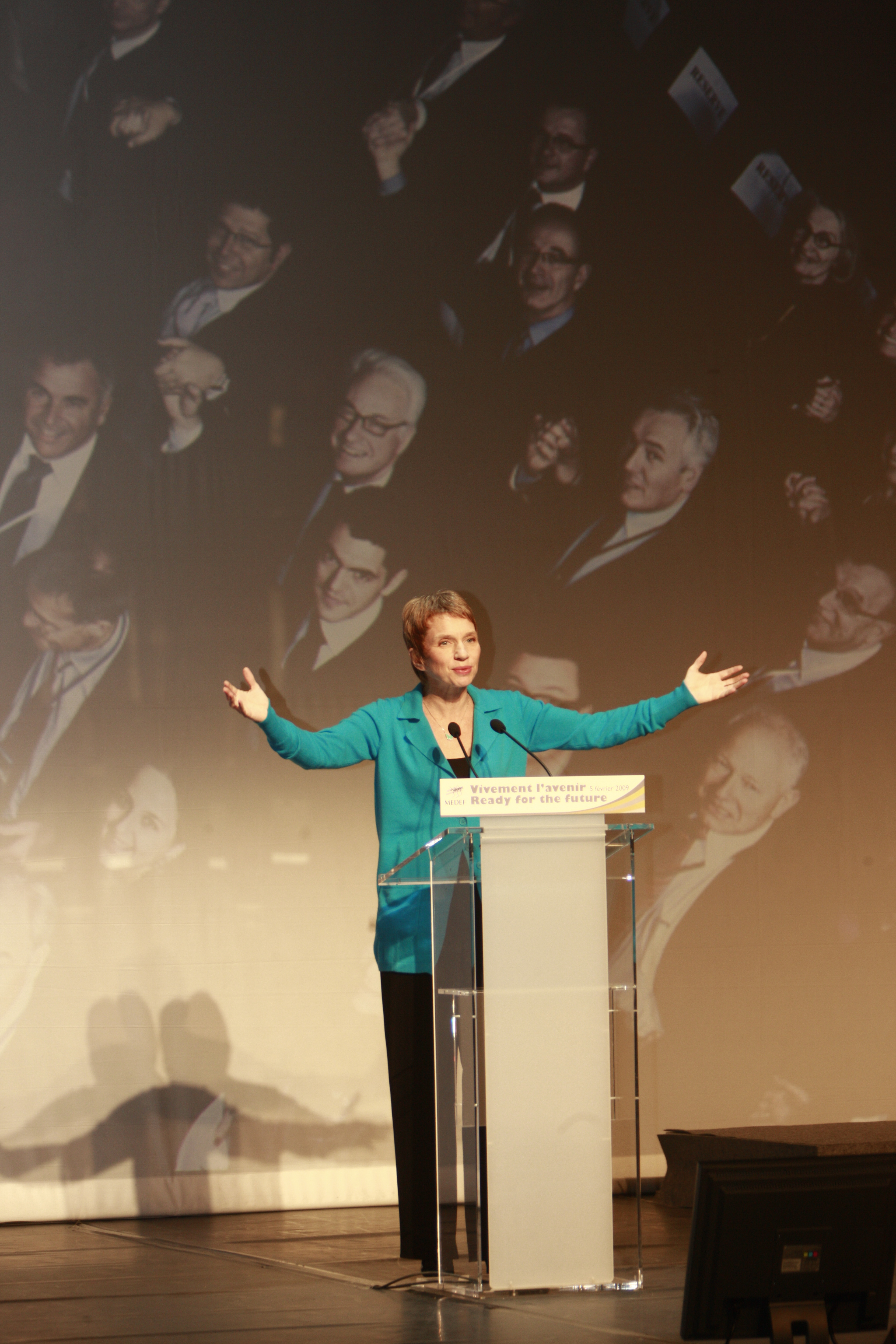
Laurence Parisot à l'Assemblée générale du Medef, au théâtre Mogador, en février 2009.

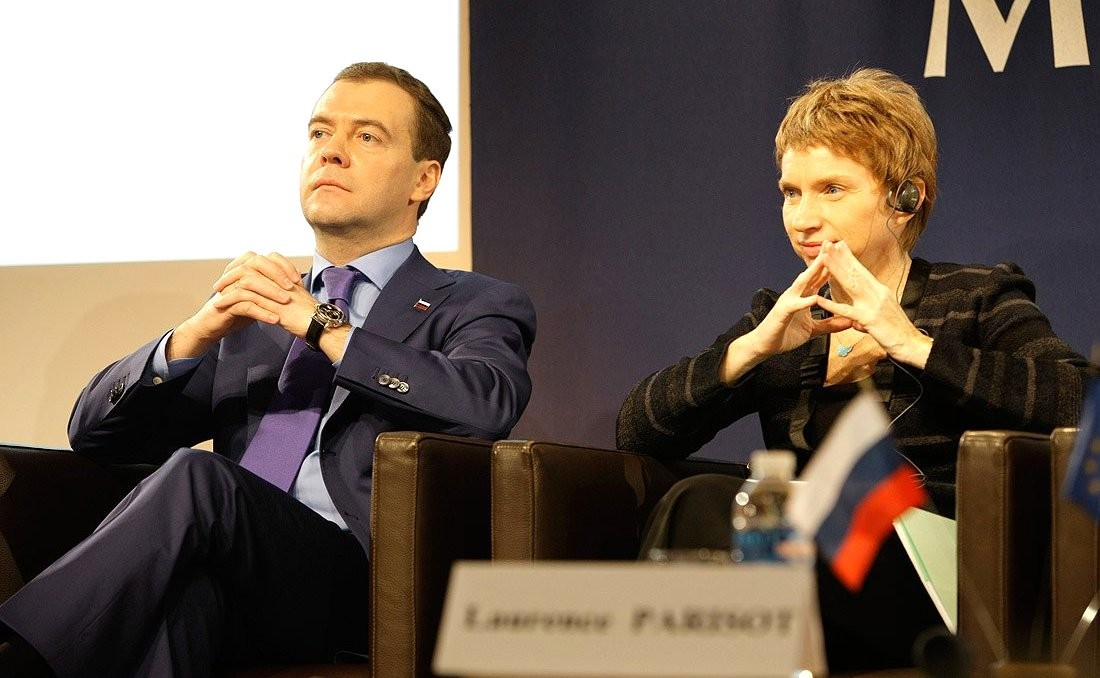
Le président russe Dmitri Medvedev avec Laurence Parisot le 2 mars 2012.

Seule candidate à sa succession, Laurence Parisot est réélue par l'Assemblée générale du Medef pour un mandat de trois ans, avec 93,85 % des voix. Lors de son intronisation, la présidente du Medef met l'accent sur la « compétitivité équitable » et souligne la nécessité de réduire les déficits et développer l'entreprenariat en France.
À l’hiver 2012-2013, elle participe aux négociations avec les syndicats de salariés, qui aboutissent à un accord début 2013, portant notamment sur davantage de flexibilité du travail pour les chefs d’entreprise et une couverture sociale étendue pour les salariés.
En janvier 2013, elle se porte candidate à un troisième mandat, bien que les statuts du Medef ne le permettent pas : elle demande pour cela la saisine du comité statutaire du syndicat patronal pour étudier une réforme de ces statuts visant à harmoniser la durée des mandats à la tête de l'organisation, deux mandats étant actuellement possibles (le premier de cinq ans, le second de trois) ; elle souhaite ainsi établir deux mandats de cinq ans, ce qui prolongerait alors, si cela devait se faire, le sien jusqu’en 2015.
Le 28 mars 2013, le Medef rejette à une voix près la proposition de changement des statuts. Pierre Gattaz lui succède le 3 juillet suivant. Lors du dernier congrès du Medef, Pierre Gattaz célèbre les « années magnifiques » de son mandat. Est notamment porté à son crédit son rôle pendant la crise économique mondiale, le dialogue social qu'elle a introduit dans l'organisation patronale, et ses idées devenues lois, comme la rupture conventionnelle ou la représentativité syndicale afin de rendre plus légitimes les représentants des salariés. Elle a aussi été la première à évoquer un report de l'âge de départ à la retraite pour réduire les déficits, a défendu la compétitivité des entreprises et a mis au point le nouveau code Afep-Medef sur la rémunération des patrons. En sus de critiques misogynes auxquelles elle a dit avoir dû faire face dans un monde entrepreneurial essentiellement masculin, il lui est toutefois reproché son « exercice solitaire du pouvoir » et « son inclination pour les sujets sociétaux (parité, diversité) » ; sa tentative de modifier les statuts à la veille du scrutin a également été critiquée.

### Autres engagements
Début 2014, Laurence Parisot soutient les centristes aux élections européennes, lors d'un meeting à Saint-Denis (Seine-Saint-Denis). Elle déclare : « Sortir de l'euro serait une sortie de route mortelle ».
En 2016, elle salue le travail de François Hollande dont elle estime qu'il a développé une approche « efficace » pour le pays.
Le 27 avril 2017, selon l'hebdomadaire Marianne, Laurence Parisot se disait prête à occuper le poste de Premier ministre en cas de victoire d'Emmanuel Macron à l'issue du second tour de l'élection présidentielle. En 2006, Emmanuel Macron avait déjà été approché par Laurence Parisot qui souhaitait en faire le directeur général du Medef. Mais elle dément ces informations. À la suite de cette déclaration, Richard Ferrand, secrétaire général d'En marche, affirme : « Nous menons campagne pour rassembler et servir la France, d'autres rêvent à leur carrière. Dérisoire, inconvenant et vaniteux ».
En 2022, Laurence Parisot défend la sauvegarde d'arbres qui devaient être abattus au pied de la tour Eiffel. Elle réussit à rassembler plus de 90 000 signatures contre ce projet

#### Défense de la cause animale
En 2017, elle demande publiquement au ministre de la transition écologique et solidaire de mettre fin à la chasse à courre.
En 2018, au cours d'un débat à la Sorbonne, elle assimile l'exploitation animale et en particulier l'élevage à de l'esclavagisme. Elle se dit ne pas être totalement végane, mais le devenir tous les jours un peu plus et se demande si l'humanité ne devrait pas aller vers une nourriture purement végane. Elle salue l'association L214 qui a fait connaître la réalité du traitement infligé aux animaux dans des laboratoires et des abattoirs en France et souhaite que les entreprises agroalimentaires fassent évoluer leurs modes de production, qu'elle juge aujourd'hui inacceptables.
En 2019, elle rejoint le conseil d'administration de La Fondation droit animal, éthique et sciences (LFDA), dont elle salue la « démarche rigoureuse », basée sur la science et le droit. D'abord désignée secrétaire générale, elle est élue vice-présidente en 2020 et participe notamment à la modération des colloques de LFDA.

## Autres fonctions et distinctions

### Mandats sociaux
Depuis 2006, Laurence Parisot est membre du conseil d'administration de BNP Paribas et de celui de la COFACE.
Depuis 2014, elle est membre du conseil d'administration d'EDF.
Elle appartenait également au conseil de surveillance de Michelin. Elle a été remplacée par Monique Leroux en novembre 2015.
Elle est également membre du conseil économique, social et environnemental, où son absentéisme a été remarqué et dont elle a même failli être radiée.
Le 1er octobre 2018, elle devient présidente de la banque américaine Citi en France.

### Distinctions
- Officier de la Légion d'honneur le 14 juillet 2018 (chevalier le 25 avril 2006)[56]
- Officier de l'ordre national du Mérite[57].

## Controverses

### Plainte contre les dirigeants de l'UIMM
Dans le cadre de l'affaire de l'Union des industries et métiers de la métallurgie (UIMM) fin 2007, Laurence Parisot porte plainte le 17 mars 2008 pour diffamation contre Daniel Dewavrin et Denis Gautier-Sauvagnac, dirigeants de l'UIMM. Cette plainte s'inscrirait dans le cadre d'une lutte d'influence pour la direction du syndicalisme patronal, entre les leaders historiques que sont les représentants des entreprises industrielles et ceux issus d'entreprises du secteur tertiaire[réf. nécessaire]. En mars 2010, la cour d'appel de Paris déboute Laurence Parisot de sa plainte retenant la « bonne foi » de Daniel Dewavrin et jugeant les faits insuffisants à prouver le grief.

### Affaire Optimum
Dans son livre Allez-y, on vous couvre ! Un barbouze au service de l'État (2008, Éditions du Panama), Patrick Baptendier affirme qu'à l'époque où Laurence Parisot dirigeait l'entreprise Optimum, elle aurait mandaté le cabinet anglo-saxon d'intelligence économique Kroll pour surveiller les abords de la société et enquêter sur le passé de certains salariés. Si Laurence Parisot confirme avoir mandaté ce cabinet pour éclaircir des affaires de vols jamais élucidés, elle conteste, de même que le cabinet, toute enquête sur la vie privée des salariés.

## Publications
Dans le cadre de la campagne présidentielle de 2007, Laurence Parisot a rédigé un ouvrage de propositions économiques et sociales, intitulé Besoin d'Air, publié aux éditions du Seuil et destiné à alimenter la réflexion des candidats.
En septembre 2011, elle publie chez Calmann-Levy Un piège bleu Marine, livre qu'elle cosigne avec Rose Lapresle et dans lequel elle critique le programme économique du Front national. Marine Le Pen, après lui avoir proposé plusieurs débats publics refusés par Laurence Parisot, dans une lettre destinée aux 45 membres du comité exécutif du Medef, se déclare indignée par les propos de celle-ci, argumentant que cette prise de position politique serait contradictoire avec les principes du Medef, notamment le refus d'ingérence dans le débat électoral.
En juin 2007, elle préface le livre de Paule Boffa-Comby Promouvoir les talents.

## Divers
En juin 2008, elle a fait l'objet d'une biographie, Laurence Parisot, une femme en guerre, parue aux Éditions de l'Archipel, sous la plume de la journaliste Fanny Guinochet.
Laurence Parisot est le sujet de planches dessinées, sous la plume d'Isa, publiées dans la revue Fluide glacial, dont notamment La Vie sentimentale de Laurence P., qui fait l'objet d'un album,.

## Art
Collectionneuse de tableaux, Laurence Parisot est passionnée par l'art surréaliste. En 2008, elle a ainsi acheté à l'artiste QUIK, spécialisé dans l'art du graffiti, une toile qui trône au-dessus de son bureau.